# 8218 Hosty
8218 Hosty (1996 JH) là một tiểu hành tinh vành đai chính được phát hiện ngày 8 tháng 5 năm 1996 bởi R. H. McNaught ở Siding Spring.